# Woolf Barnato

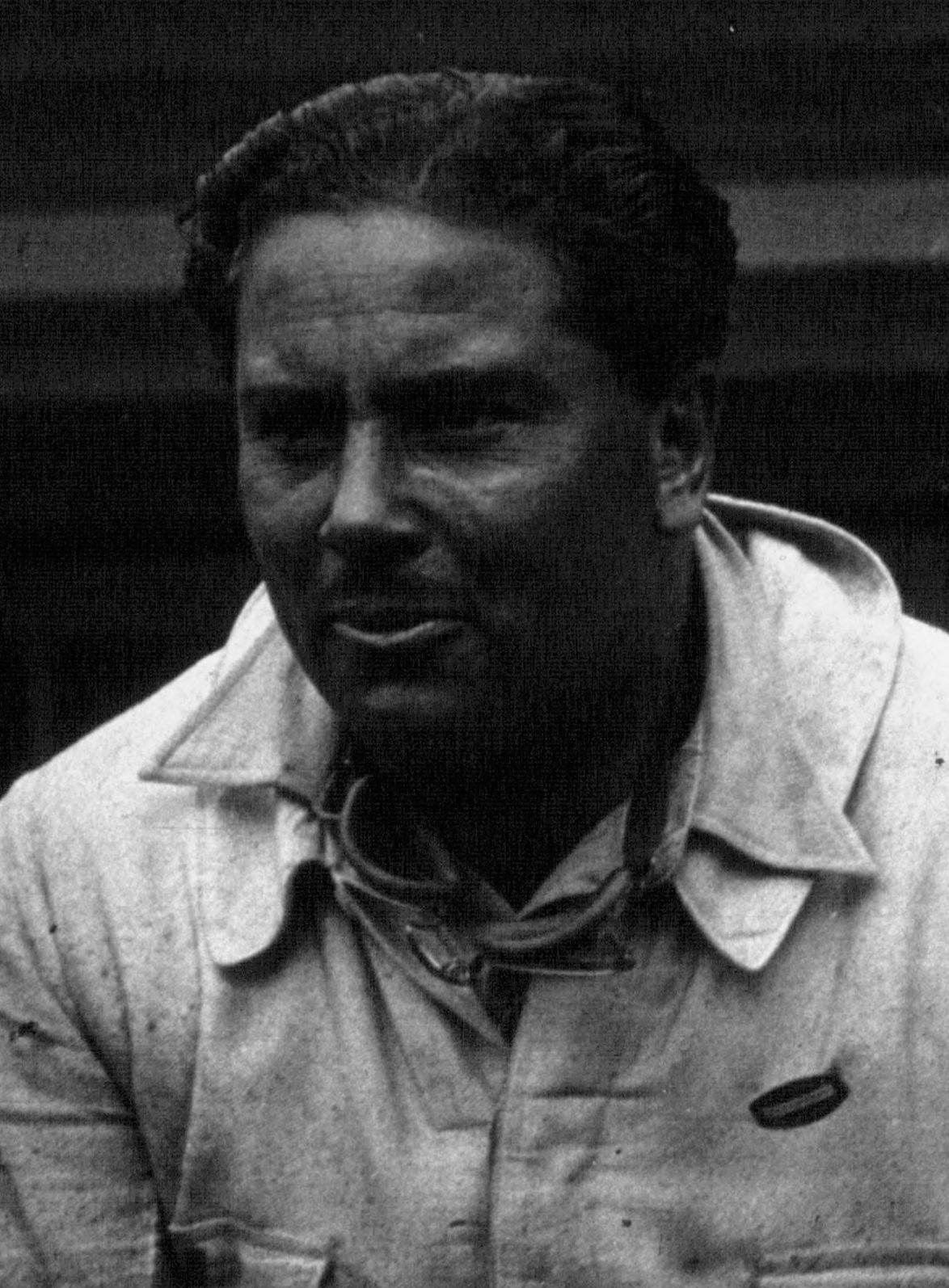
Woolf Barnato tijdens de 24 uur van Le Mans in 1929.

Joel Woolf Barnato (Londen, 27 september 1895 - aldaar, 27 juli 1948) was een Brits autocoureur en investeerder en een van de beroemde "Bentley Boys" uit de jaren '20. Hij is de zoon van Barney Barnato. In 1928, 1929 en 1930 won hij de 24 uur van Le Mans.

## Carrière
Barnato erfde op tweejarige leeftijd de bezittingen van zijn vader Barney, die om het leven kwam tijdens een bootreis. Tijdens de Eerste Wereldoorlog was hij in dienst bij de Royal Field Artillery van het British Army.
In de jaren '20 begon Barnato zijn autosportcarrière nadat hij geïnspireerd raakte door de 24 uur van Le Mans-zege van John Duff en Frank Clement in 1924. In 1925 kocht hij zijn eerste Bentley en werd zo lid van de Bentley Boys. Dat jaar zette hij, samen met Duff, een wereldafstandsrecord neer toen hij op het Autodrome de Linas-Montlhéry gedurende 24 uur een gemiddelde snelheid van 152,94 km/h aanhield. In 1926 nam hij het Bentley over en bleef hij actief voor het merk als coureur.
Barnato was de eerste coureur die driemaal de 24 uur van Le Mans wist te winnen. In 1928 won hij de race samen met Bernard Rubin in een Bentley 4½ Litre. In 1929 reed hij in een Bentley Speed Six en deelde hij de zege met Tim Birkin. In 1930 kwam hij wederom uit in een Speed Six en won hij samen met Glen Kidston. Dit waren tevens zijn enige deelnames aan de race, waardoor hij de enige coureur die de race meer dan een keer gestart heeft is die bij al zijn deelnames won. In 1930 won hij tevens, samen met Frank Clement, de Double Twelve Race op het circuit Brooklands.
Naast zijn autosportcarrière was Barnato in Groot-Brittannië ook bekend vanwege zijn deelname aan de Blue Train Races, waarin auto's het opnamen tegen treinen in een race tussen Cannes en Calais. In maart 1930 had de auto de trein al meerdere keren verslagen. Barnato besloot hierop om de uitdaging groter te maken: hij zou in zijn Bentley Speed Six van Cannes naar Londen rijden en daar nog voordat de trein Calais had bereikt aankomen. Hij vertrok op de avond van 13 maart en kwam in de middag van 14 maart aan in Londen, slechts vier minuten voordat de trein het station van Calais binnenreed.
Barnato was ook een fervent cricketspeler. Op 27 juli 1948 overleed hij op 52-jarige leeftijd aan trombose na een zware operatie tegen kanker.